# Maison de Saussure
La maison de Saussure, également appelée maison Lullin ou Hôtel Lullin, est un bâtiment situé dans la ville de Genève, en Suisse.

## Histoire
La maison est construite entre 1707 et 1712 par l'architecte français Joseph Abeille pour le compte du commerçant Jean-Antoine Lullin. La maison passera ensuite dans les mains de la famille de Saussure qui lui donnera son nom actuel.

## Description
L'hôtel est inscrit comme bien culturel d'importance nationale. Il est cerné, côté rue de la Cité, d'un mur d'enceinte percé d'une porte, alors que la façade côté jardin surplombe la Corraterie.